# Krông Klang
Krông Klang là thị trấn huyện lỵ của huyện Đakrông, tỉnh Quảng Trị, Việt Nam.

## Địa lý
Thị trấn Krông Klang có vị trí địa lý: 
- Phía đông giáp huyện Cam Lộ
- Phía tây giáp các xã Đakrông và Hướng Hiệp
- Phía nam giáp xã Mò Ó
- Phía bắc giáp xã Hướng Hiệp và huyện Cam Lộ.

Thị trấn Krông Klang có diện tích 18,21 km², dân số năm 2019 là 4.732 người, mật độ dân số đạt 260 người/km².

## Hành chính
Thị trấn Krông Klang được chia thành 5 khóm: 1, 2, Khe Xong, A Rồng, Làng Cát.

## Lịch sử
Ngày 2 tháng 1 năm 2004, Chính phủ ban hành nghị định số 08/2004/NĐ-CP, thành lập thị trấn Krông Klang, thị trấn huyện lỵ huyện Đakrông trên cơ sở 384,70 ha diện tích tự nhiên và 1.616 nhân khẩu của xã Mò Ó, 1.436,30 ha diện tích tự nhiên và 1.010 nhân khẩu của xã Hướng Hiệp.
Thị trấn Krông Klang có 1.821 ha diện tích tự nhiên và 2.626 nhân khẩu.